# Quannan

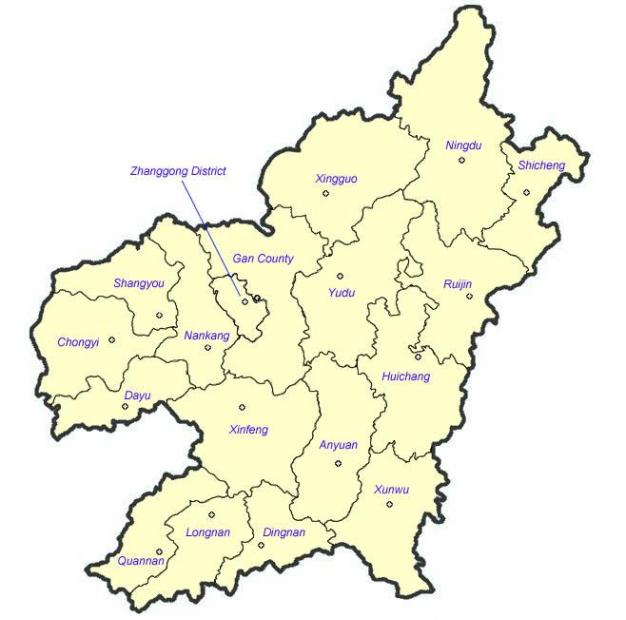
Lage von Quannan im Verwaltungsgebiet von Ganzhou

Der Kreis Quannan (chinesisch 全南县, Pinyin Quánnán Xiàn) ist ein Kreis der bezirksfreien Stadt Ganzhou in der Provinz Jiangxi der Volksrepublik China. Er hat eine Fläche von 1.521 km² und zählt 180.691 Einwohner (Stand: Zensus 2010). Sein Hauptort ist die Großgemeinde Chengxiang (城厢镇).

## Administrative Gliederung
Auf Gemeindeebene setzt sich der Kreis aus sechs Großgemeinden und drei Gemeinden zusammen. 

## Persönlichkeiten
- Zhong Qixin (* 1989), Sportkletterer